# Ośrodek-Miasto
Ośrodek-Miasto – centralna część miasta Kraśnika, leżąca w rejonie kraśnickiej starówki i odchodzących od niej ulic Oboźnej i Kościuszki. Znajduje się tu m.in. cmentarz parafialny.